# Szállj! (Soho Party-kislemez)
A Szállj! című dal a Soho Party harmadik kislemeze az azonos című Szállj! című albumról. A kislemezen szerepel a Balatoni Nyár című KFT feldolgozás Tihanyi Rave Mixe is. A dalok remixet Gajda László és Tőzsér Attila készítette.

## Tracklista
1. Szállj! (Radio Edit)
2. Szállj! (Stone Club Mix)
3. Szállj! (Short Mix)
4. Szállj! (Rave Nation Mix)
5. Balatoni Nyár (Tihanyi Rave Mix) Írta a KFT

## A dalhoz kapcsolódó hivatkozások
- A kislemez a Discogs oldalán[1]
- Az együttes honlapja[2]
- Élő fellépés a Xeniláz bulin[3]